# Thomas Fasting

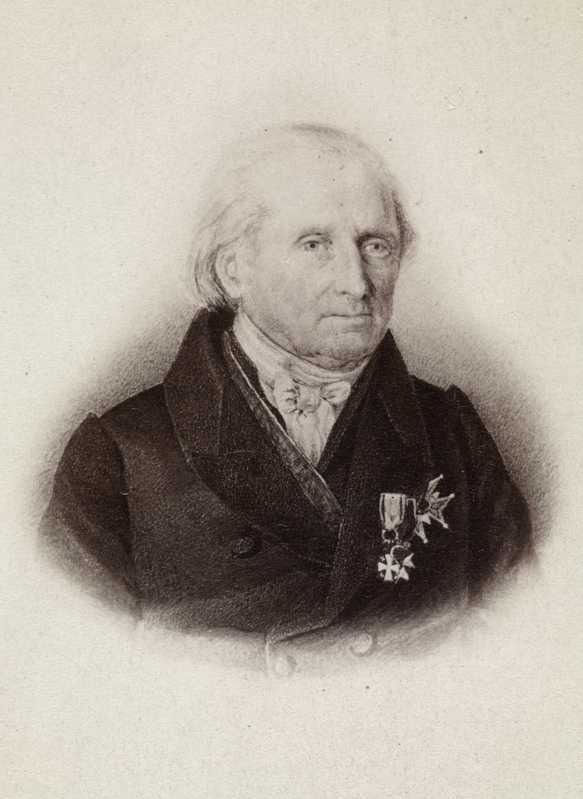
Thomas Fasting

Thomas Fasting, född 1769 på Lista, död 1841, var en norsk sjömilitär och politiker.
Fasting i dansk tjänst blev Fasting vid Norges självständighetsförklaring 1814 chef för dess flotta, tillförordnad medlem av statsrådet och kommendör. 1815–1830 var han statsråd och chef för marindepartementet, därunder var han tidvis medlem av den norska statsrådsavdelningen i Stockholm.